# Conospermum longifolium
Conospermum longifolium este un arbust din familia Proteaceae nativ Australiei de Est. Poate fi întâlnit între Ulladulla, Newcastle, New South Wales și munții adiacenți. Habitatul său sunt pădurile uscate de eucalipt sau landele.
Sunt recunoscute trei subspecii:
- Conospermum longifolium subsp. angustifolium
- Conospermum longifolium subsp. longifolium
- Conospermum longifolium subsp. mediale